# Abaria mindorocola
Abaria mindorocola är en nattsländeart som beskrevs av Wolfram Mey 1995. Abaria mindorocola ingår i släktet Abaria och familjen Xiphocentronidae. Inga underarter finns listade i Catalogue of Life.